# Chinggis
La Chinggis è una vodka tipica della Mongolia, prodotta dal Gruppo UFC a partire dal 2009.

## Storia
Il nome della vodka è un omaggio a Chiggis Khan, più noto in Occidente come Gengis Khan.
La vodka Chinggis viene prodotta secondo una tecnica di distillazione utilizzata fin dal XIII secolo dagli antichi Mongoli, che le attribuivano proprietà medicinali. In particolare è prevista la filtrazione su sabbia quarzifera e carbone di betulla. Attualmente è commercializzata nelle varianti Gold e Platinum. In Mongolia, la vodka Chinggis è quella più venduta; all'inizio degli Anni 2000 copriva circa il 30% delle vendite complessive di liquori.

## Riconoscimenti
- Premio "Double Gold" al San Francisco World Spirit Competition del 2011[4]
- Medaglia d'oro alla Prod Expo del 2009[5]
- Medaglia d'oro al Monde Selection del 2010[5]